# Albrecht Wetzel
Albrecht Ludwig Wetzel (* 17. Juli 1880 in Tübingen; † 7. November 1947 in Stuttgart) war ein deutscher Psychiater.

## Leben
Wetzel war ein Sohn des Rechtsanwalts Karl Gottlob Wetzel (* 1851) und Marie Luise Elisabeth Volz (* 1859). Er studierte ab 1899 Medizin in Tübingen und München. Während seines Studiums wurde er im Sommersemester 1899 Mitglied der Burschenschaft Germania Tübingen. 1904 legte er in Tübingen die Staatsprüfung ab und wurde dort im selben Jahr zum Dr. med. promoviert. 1905 wurde er  Assistent am Marienhospital Stuttgart und war anschließend in der Privat-Irrenanstalt Kennenburg bei Esslingen tätig. Zeitweise arbeitete er um 1906 auch als Schiffsarzt beim Norddeutschen Lloyd. 
Ab 1908 war Wetzel Assistent an der Heidelberger Universitäts-Irrenklinik. Von 1914 bis 1918 nahm er am Ersten Weltkrieg teil. Von Februar 1919 bis September 1924 war er Oberarzt an der Psychiatrischen Klinik in Heidelberg. Im Februar 1919 habilitierte er sich in Heidelberg mit einer forensisch-psychiatrischen Studie Über Massenmörder. 1922 folgte seine Ernennung zum außerordentlichen Professor in Heidelberg, wo er die nächsten zweieinhalb Jahre lehrte. Anschließend wurde er im Oktober 1924 zum Direktor des Bürgerhospitals in Stuttgart ernannt als Nachfolger von August Fauser und hatte diese Position fast zwanzig Jahre lang inne. 
Laut Mildenberger ist unklar, inwieweit Wetzel während der Zeit des Nationalsozialismus in die 1941 angelaufene „Euthanasie-Aktion“ zur Tötung geisteskranker Patienten verwickelt war.
Im Frühjahr 1944 wurde Wetzel, der an der Parkinsonschen Krankheit litt, aus gesundheitlichen Gründen pensioniert. Er blieb jedoch bis Herbst 1945 in privatrechtlichem Angestelltenverhältnis beim Bürgerhospital. Sein Nachlass verbrannte 1944 zusammen mit seinem wissenschaftlichen Werk bei einem Bombenangriff auf Stuttgart. Erhalten sind seine Dienstakten von der Universität Heidelberg und der Stadt Stuttgart.
Albrecht Wetzel ist der Großvater des deutschen Künstlers Jonathan Meese.

## Veröffentlichungen
- Ein Beitrag zur Frage des toxischen Eiweißzerfalls beim Carcinom. F. Pietzcker, Tübingen 1904, Dissertation.
- mit Karl Wilmanns: Geliebtenmörder (= Verbrechertypen, Heft 1). Springer, Berlin 1913.
- Über Massenmörder. Ein Beitrag zu den persönlichen Verbrechensursachen und zu den Methoden ihrer Erforschung (= Abhandlungen aus dem Gesamtgebiete der Kriminalpsychologie, Heft 3). Springer, Berlin 1920.
- Krankenhaus und Entlassenen-Fürsorge als organisatorische Einheit (Ein Bericht über die Fürsorgearbeit am Bürgerhospital Stuttgart in den Jahren 1925 bis 1928). In: Zeitschrift psychische Hygiene (Sonderbeilage der Allgemeinen Zeitschrift für Psychiatrie). Band 91, Heft 2, 1929, S. 129–140.
- Die soziale Bedeutung. In: Handbuch der Geisteskrankheiten. Band 9, Teil 5, 1932, S. 612–667.